# رابغ
رابغ (به عربی: رابغ) یک منطقهٔ مسکونی در عربستان سعودی است که در استان مکه واقع شده‌است.